# Тиквешка носия
Тиквешката носия (на македонска литературна норма: Тиквешка носија) е българска носия от областта Тиквеш, разположена днес в южната част на Република Македония.

## Тип
Тиквешката женска и мъжка носия са част от средновардарските народни носии, които принадлежат към източномакедонския тип носии. Тиквешката носия е преходна и се свързва с носиите от Велешко и Гевгелийско. Тиквешките носии се прости и имат малък брой елементи с бедна везба и друга декорация.

## Женска носия
Тиквешката лятна невестинска носия се състои от кошуля от бяло тъкано памучно платно с декоративна везба – лоза и кръстове, тъкан вълнен тесен пояс, украсен с прави напречни шарки, тъкана вълнена бохча – скутале (зорт бовча), украсена с каре, тъкано памучно палто – сагия, плетени вълнени чорапи, плетени вълнени подлактици и тъкана памучна кърпа за глава. На гърдите невестата има гердан с нанизани пари. Друг характерен елемент от женската лятна носия е престилка от тъкана шарена вълнена прежда. Елемент в зимните женски носии е горно пашо – гуна от тъкана вълнена прежда.

## Мъжка носия
Тиквешката мъжка лятна носия се състои от кошуля от бяло тъкано памучно платно, тъкан вълнен широк пояс, украсен с прави и карирани шарки, набрано долнище – фустан от бяло тъкано вълнено платно, дълги мъжки гащи от бяло тъкано памучно платно, плетени вълнени чорапи и тъкано памучно палто – сагия. Характерен елемент от лятната мъжка носия е тъканата вълнена скутина, украсена с прави, хоризонтални шарки, носена само на полето, а от зимната мъжка носия е горното палто – антария, направено от тъкана тъмна вълнена прежда.